# Wolfgang Hager (Uhrmacher, 1643)
Wolfgang Hager (* 17. Oktober 1643 in Arnstadt; † 5. Mai 1705 in Wolfenbüttel) war ein deutscher Uhrmacher.

## Leben
Wolfgang Hager d. J. wurde 1643 in Arnstadt als Sohn des Uhrmachers Wolfgang Hager d. Ä. geboren. Die aus dem oberösterreichischen Steyr stammende Familie des Vaters hatte sich aufgrund der Gegenreformation zur Auswanderung nach Thüringen entschlossen. Sein Vater war dort seit 1627 in gräflichem Dienst auf Schloss Neideck als Hofkleinuhrmacher und Mechanicus tätig und ließ sich 1637 als selbstständiger Kleinuhrmacher in Arnstadt nieder. Gemeinsam mit seinem 1639 geborenen Bruder Michael Tobias erhielt Wolfgang jun. vermutlich eine Ausbildung bei seinem Vater.
Die beiden Brüder erhielten von Herzog Rudolf August einen Ruf an den Hof nach Wolfenbüttel, wo sie Reparaturarbeiten an den Uhren der herzoglichen Kunstkammer durchführten. Ihnen wurde 1669 der Titel eines wohlbestalten Hofmechanikers und Kleinuhrmachers verliehen. Wolfgang Hager d. J. nahm seinen Wohnsitz in der Stadt Wolfenbüttel, wo er 1673 Sophia Augusta Becker (1652–1721), Tochter des Hofkonditors Peter Becker, heiratete. Er starb im Mai 1705 im Alter von 61 Jahren in Wolfenbüttel.

## Werke
Überliefert sind Klappsonnenuhren mit Kalendarium, Nocturnale und Taschenuhren. Seine Werke befinden sich heute in öffentlichen Sammlungen und Privatbesitz.